# Национални етрурски музеј
Национални етрурски музеј у Вили Ђулија (итал. Museo Nazionale Etrusco di Villa Giulia) је музеј у Риму. То је највећи музеј цивилизације народа Етрураца и Фалишћана у свету. 
Музеј се налази у Вили Ђулија, у римској четврти Пинцијано. Она је некада била летња папска резиденција. Саграђена је 1551-1553. за папу Јулија III, по пројектима архитекте Јакопа Бароција да Вињоле. 

## Галерија најпознатијих експоната
- Саркофаг супружника (обојена теракота, из око 520. године п.н.е)
- Аполон из Веја (теракота, из 510-500. године п.н.е)
- Кентаур из Вулчија (из око 590. године п.н.е)
- Таблице из Пиргија (из око 500. године п.н.е)